# Blanus strauchi
Blanus strauchi är en ödleart som beskrevs av  Jacques von Bedriaga 1884. Blanus strauchi ingår i släktet Blanus och familjen Amphisbaenidae.
Denna ödla förekommer i södra Turkiet, på olika grekiska öar, vid Medelhavet fram till Libanon och kanske i Syrien och norra Irak. Den lever i låglandet och i bergstrakter upp till 1400 meter över havet. Habitatet utgörs främst av buskskogar och ibland av jordbruksmark. Exemplaren gräver i det översta jordlagret som är rik på humus. Honan lägger en eller två ägg per tillfälle.
Ibland dödas exemplar som misstolkas för en orm. Hela populationen antas vara stor. IUCN kategoriserar arten globalt som livskraftig.

## Underarter
Arten delas in i följande underarter:
- B. s. strauchi
- B. s. bedriagae
- B. s. aporus